# Ljungskile
Ljungskile er et byområde i Uddevalla kommun i Västra Götalands län i Sverige. I 2010 var indbyggertallet 3.375.